# Вільям Стефенсон
Вільям Стефенсон (англ. William Stephenson) (14 травня 1902 - 14 червня 1989) - англійський дослідник у сферах психології, людської поведінки, комунікацій та фізики. Основними здобутками вважається розробка Кью-методології (англ. Q-methodology) та теорії гри у мас-медіа. Викладав в університетах Англії та Америки. Есрок Стюарт описує Стефенсона, як: "Фізик та психолог, методолог та теоретик, Стефенсон був блискучим дослідником з потужною енергією, що спрямовувала його до нових відкритів".

## Біографія
Народився та виріс Вільям Стефенсон у північно-східній Англії. Здобув вищу освіту з фізики в Оксфордському університеті, докторський ступінь з тієї ж спеціальності отримав в Даремському університеті. Виграв стипендію в Університетському коледжі Лондона, що дозволила йому отримати другий докторський ступінь з психології. У 1936 році Стефенсон переїхав до Оксфордського інституту експериментальної психології (англ. The Institute of Experimental Psychology at Oxford), заради посади асистента завідувача кафедри, Вільяма Брауна (англ. William Brown). У 1945 році Стефенсон сам отримав посаду завідувача кафедри, на якій пропрацював три роки.
У 1948 році разом з сім'єю Стефенсон переїхав до Америки, де працював в Чиказькому університеті як запрошений викладач на кафедрі психології. Загалом у Чикаго вчений провів близько 7 років. У Національному інституті психічного здоров'я (англ. National Institute for Mental Health) у Бетесді, штат Меріленд, було запроваджено посаду спеціально для нього, та Стефенсон надав перевагу більш прибутковій посаді директора дослідницького відділу у маркетинговій компанії у Гринвічі, штат Коннектикут. У кінці 50-их років, зіштовхнувшись з економічною депресією, разом з дружиною та дітьми Вільям Стефенсон знову переїжджає, на цей раз до Нью-Йорку, де працює на посаді консультанта у рекламній корпорації Д'Арсі (англ. D’Arcy Advertising Corporation). У цей же час Стефенсон знову повертається до академічного життя та починає викладати у Школі Журналістики (англ. School of Journalism [Архівовано 26 листопада 2017 у Wayback Machine.]) в університеті Міссурі (англ. University of Missouri). На цій посаді вчений залишався до пенсії, 1972 рік. 
Вільям Стефенсон був одружений з Майме Стефенсон (англ. Maime Stephenson) та мав декілька дітей.

## Ключові ідеї

### Теорія комунікації
Поняття комунікації висвітлюється у роботі "Застосування теорії зв'язку". За Стефенсоном воно є надзвичайно широким, адже торкається майже усіх сфер людського життя. Через це дослідження комунікації є міждисциплінарним, проте жодна з наук не змогла надати його фундаментальну оцінку. Стефенсон до поняття комунікації зараховує мову, письмо, жести, символи, манери та соціальні конвенції. До джерел комунікації вчений відносить радіо, телебачення, газети, новини, записи, фільми, музеї, концерти та книжки. При цьому останні слугують медіаторами не між окремими людьми або групами людей, а між думками та поглядами, що цими людьми поділяються.
Оскільки Вільям Стефенсон  визначає комунікацію як "говоріння до когось", вона складається з тверджень, що, в свою чергу, поділяються на твердження-факти (англ. statements of fact) та твердження-думки (англ. statements of opinion). З іншого боку, у своїй теорії комунікації автор визначає основну аксіому останньої: людське спілкування є функціональним.  Люди надають предметам певних усталених характеристик, що в залежності від навколишнього середовища можуть змінюватися. Загалом існують дві форми функціональності взаємодії: комунікація-болю (англ. communication-pain) та комунікація-задоволення (англ. communiccation-pleasure).

#### Комунікація-болю і комунікація-задоволення
Комунікація-болю включає в себе об'єктивні фактори, описує предмет у залежності від зміни середовища, в якому він знаходиться. До цього виду комунікації належать твердження-факти, що не змінюються в залежності від комунікатора. В той час як комунікація-задоволення включає в себе усі суб'єктивні твердження, які не є визначенням фактів, а скоріше позиціонуванням думок комунікатора. Таким чином комунікація-задоволення складається з тверджень-думки.  Ще одним критерієм поділу комунікацій на два типи є сфера, у якій вживаються судження. Якщо твердження належить до наукового дискурсу, воно буде віднесено до комунікації-болю. Якщо навпаки, до повсякденної розмови, воно стане частиною комунікації-задоволення. Слід зазначити, що твердження в обох категоріях мають спільні характеристики: інформативність, інструментальність та факт зміни певного об'єкту з навколишнього середовища. На цьому етапі Стефенсон визначає ще одну відмінність між комунікацією-задоволення та комунікацією-болю. Перша не може спричинити зміни певного факту. Більше того, вона взагалі може не стосуватися зміни. Друга навпаки є об'єктивним вираженням відносин між змінами, що відбуваються, та інформацією.

#### Масова комунікація
Стосовно масової комунікації Стефенсон пише, що її можна зустріти будь-де, де є люди: на заводі, на вулиці, в пивній. Засоби ж масової комунікації виступають як допоміжні засоби для підтримки вже існуючого дискурсу, що формується відповідно до проблем сьогодення. Тут слід зазначити, що основною характеристикою комунікації є суб'єктивність, адже її формація не може відбуватися незалежно від особистісних поглядів та установок індивіда. Тому ця суб'єктивність трансформується на масову комунікацію, а також на її засоби. Для масової комунікації основною функцією, за Стефенсоном, виступає розважальна, тобто вона відноситься до комунікації задоволення. Хоча, час від часу у новинах підіймаються питання пов`язані з наукою, вони все одно подаються радше як гра, аніж об`єктивний фактаж. Для аналізу масової комунікації вчений застосовує Кью-методологію, яка полягає в тому, що:"індивід може самостійно змоделювати особисту систему установок відностно складних явищ, питан чи ситуацій". Таким чином, Кью-методологія дозволяє виокремити суб`єктивність у мас медіа, адже інформація у них є такою самою трансляцією думок та поглядів одних індивідів іншим. Погляди ж, в свою чергу, можуть не відповідати реальному стану речей.

### Система повідомлень
Основна проблема, що визначається самим Стефенсоном: визначальним у повідомленнях є не стільки їх зміст, скільки суб'єктивність їх існування всередині комунікаційного процесу. Так, поширення повідомлення може бути комунікацією (людина дивиться фільм - комунікація-задоволення), а може бути виключно висвітленням фактів (студент слухає лекцію - комунікація-болю). З цього, комунікація виступає, як форма взаємодії реципієнта з головним героєм шляхом ставлення себе на його чи її місце. При цьому реципієнт має отримувати задоволення від усього процесу. Відповідно, повідомлення, аби бути максимально ефективним, має залучити реципієнта шляхом надання можливості останньому підставити себе на місце діючої особи, до гри. На цьому принципі, як зазначає Стефенсон, побудовані рекламні компанії. Іншою є система повідомлень в інструкціях, обробці масивів даних та навчальних посібниках, що не має викликати жодних емоцій у людини, яка сприймає інформацію, для ефективності останньої.

### Теорія гри у масових комунікаціях
Вільям Стефенсон розробив теорію гри у медіа, що базується на його понятті «взаємодія-задоволення». Стефенсон вважав, що взаємодія людей та медіа може відбуватися двома шляхами. Перший з них ґрунтується на соціальному контролі, що виявляється в особистісних поглядах та культурних цінностях, які нав'язуються людині релігією, політикою та традиціями. На цьому етапі взаємодії вплив медіа на людину є доволі обмеженим, адже її поведінка вже є врегульованою іншими інституціями та залишається відносно сталою. Другий шлях взаємодії між індивідом та медіа має місце, коли певні особистісні характеристики дозволяють людині існувати та діяти поза межами соціального контролю. Тільки тут люди здобувають змогу отримувати задоволення.   
Стефенсон вважав, що люди прагнуть отримання задоволення, в тому числі комунікаційного, що легко задовольняється за допомогою медіа. Останнє стає можливим через суб'єктивну гру, ситуацію, коли споживання медіа-продукту приносить особисте задоволення, оскільки воно не потребує фізичних або психологічних зусиль і є передбачуваною ситуацією, що виступає буфером відносно проблем реального світу. Таким чином, для Стефенсона найвагомішим ефектом масових комунікацій стає відчуття суб'єктивного задоволення людини, що є доволі простим та старомодним. Масова комунікація не має жодної матеріальної цілі та жодної практичної функції, проте все ще може ставати поштовхом до самовдосконалення: сприяти змінам ціннісних орієнтації у періоди соціальної реформації.
Вільям Стефенсон розробив трьохсторонню інтерпретаційну схему, що пояснює динаміку ефектів масової комунікації. Її складові виглядають наступним чином:
1. Більшість масової комунікації надає реципієнтам позитивний досвід. Звичайно йдеться про випадок, коли повідомлення є позитивним за своїм змістом.
2. Принцип конвергентної селективності передбачає, що люди отримують задоволення від вільного, особистого та суб'єктивного вибору контенту, що забезпечується через різноманіття як засобів масової комунікації, так і їх продуктів.
3. Масова комунікація виступає джерелом інформації, а також пліток, що стають темами для повсякденних розмов.

Усі три характеристики є сторонами розважальної функції масової комунікації. Проте Стефенсон окрім неї визначає також інструментальну функцію соціального контролю.  Слід зазначити, що, хоча обидві є функціями масової комунікації, вони існують незалежно та не є взаємовиключними. Таким чином автор визначає, що реципієнти сприймають продукт масової комунікації, наприклад рекламу чи фільми, лише з точки зору можливості отримати задоволення, не прикладаючи зусиль, а також можливості відсторонитися від буденних проблем. Отже, люди визначають, інформацію з яких медіа їм споживати, відповідно до їх потреби у задоволенні. Ця концепція тісно переплітається з основними засадами теорії використання та задоволення, яка базується на твердженні, що люди знають контент медіа і здійснюють вибір відповідно до своїх  потреб. Реципієн, згідно з цією теорією, є не пасивним сприймачем, а агентом  масової комунікації.

## Перелік робіт Вільяма Стефенсона
Незважаючи на докторський ступінь з фізики, Вільям Стефенсон більшість своїх робіт присвятив людині, її психології та поведінці, як в індивідуальному, так і в масовому проявах. Найвагомішим здобутком Стефенсона вважається розробка Кью-методології, принципи якої застосовуються в більшості його робіт.
- Stephenson, W. (1929) Mental tests and their relation to the central factor. Ph.D. dissertation, University of London.
- Stephenson,W. (1931) Tetrad differences for verbal sub-tests. Journal of Educational Psychology 12: 255–67.
- Stephenson,W. (1935a) Technique of factor analysis. Nature 136: 297.
- Stephenson, W. (1935b) Correlating persons instead of tests. Character and Personality 4: 17–24.
- Stephenson, W. (1936) Some recent contributions to the theory of psychometry. Character and Personality 4: 294–304.
- Stephenson, W. (1948) Comment. Contemporary American and British psychological scenes. American Psychologist 3: 547–50.
- Stephenson, W. (1949) Testing School Children: An Essay in Educational and Social Psychology. London: Longmans, Green & Co.
- Stephenson, W. (1953) The Study of Behavior: Q–Technique and its Methodology. Chicago, IL: University of Chicago Press.
- Stephenson,W. (1954) Intimations of Self. Unpublished manuscript.
- Stephenson, W. (1954/1979) Psychoanalysis and Q-Method: A Scientific Model for Psychoanalytic Doctrine. Unpublished manuscript.
- Stephenson,W. (1955a) Obituary Notice. Sir Godfrey Thompson 1881–1955. British Journal of Psychology 46: 245–7.
- Stephenson, W. (1967) The Play Theory of Mass Communication. Chicago, IL: University of Chicago Press.
- Stephenson,W. (1969) Foundations of communication theory. Psychological Record 19: 65–82.
- Stephenson, W. (1970/1980) Quiddity College: Thomas Jefferson’s Legacy. Unpublished Manuscript.
- Stephenson, W. (1973) Letter to Leslie S. Hearnshaw, dated 29 September 1973. Cited in Stephenson (1983).
- Stephenson, W. (1974) Methodology of single case studies. Journal of Operational Psychiatry 5(2): 3–16.
- Stephenson,W. (1977) Factors as operant subjectivity. Operant Subjectivity 1: 3–16.
- Stephenson, W. (1978) Concourse theory of communication. Communication 3: 21–40.
- Stephenson, W. (1979a) The communicability and operantcy of self. Operant Subjectivity 3: 2–14.
- Stephenson,W. (1979b) Observations on Sir Cyril Burt and ‘the Burt affair’. Operant Subjectivity 2: 110–23.
- Stephenson,W. (1980) Consciring: A general theory for subjective communicability. In: D. Nimmo (ed.), Communication Yearbook 4, pp. 7–36. New Brunswick, NJ: Transaction Books.
- Stephenson, W. (1981) Cyril Burt, quantum theory, and Q: Historical note. Operant Subjectivity 4: 120–34.
- Stephenson, W. (1982a) Q-methodology, interbehavioral psychology and quantum theory. Psychological Record 32: 235–48.
- Stephenson,W. (1982b) Newton’s fifth rule and Q-methodology: Application to self psychology. Operant Subjectivity 5(2): 37–57.
- Stephenson, W. (1983) Cyril Burt and the special place examination. Association of Educational Psychologists Journal 6: 46–53.
- Stephenson, W. (1985) Ten pillars of Q-methodological wisdom. A summary of book manuscripts, unpublished. Unpublished manuscript, 20 July 1985.
- Stephenson, W. (1986a) Quantum Theory of Advertising. Missouri–Columbia: School of Journalism Missouri–Columbia.
- Stephenson, W. (1986b) William James, Niels Bohr, and complementarity: I – Concepts. Psychological Record 36: 519–27.
- Stephenson,W. (1987a) The science of ethics: I. The single case. Operant Subjectivity 11: 10–31.
- Stephenson,W. (1987b) Unpublished letter to Sandy Lovie, Honorary BPS archivist.
- Stephenson, W. (1988a) Falsification and credulity in psychoanalytic doctrine. Operant Subjectivity 11(3): 73–97.
- Stephenson, W. (1988b) Quantum theory of subjectivity. Integrative Psychiatry 6:180–7.
- Stephenson, W. (1988/89) The quantumization of psychological events. Operant Subjectivity 12(1/2): 1–23.
- Stephenson,W. (1989a) Letter to Editor. American Psychologist.
- Stephenson,W. (1989b) Old age research. Unpublished paper.
- Stephenson, W. (1990) My self in 1980: A study of culture. Operant Subjectivity 14, 1–19.
- Stephenson, W. (1991) Ulysses and Finnegans Wake: A Q-methodological look at profundity (Part II: Finnegan’s Wake). Operant Subjectivity 17: 1–13.
- Stephenson,W. (1992) Self in everyday life. Operant Subjectivity 15: 29–55.